# 麥勝梅
麥勝梅（1950年10月20日—），德國華文女作家，曾任歐洲華文作家協會會長。

## 生平
麥勝梅，1950年10月20日出生於越南西貢堤岸（Chợ Lớn），為華裔第三代。麥勝梅的名字由她的祖父所取，意思是要比梅花更嬌艷、更堅毅。麥勝梅出生後不久越南战争爆發，她在越戰中長大，目睹過政局混亂、戰爭的破壞，使得她對戰爭產生莫大的恐懼感。特別是1968年1月31日，越共以8萬大軍和游擊隊在南越100多個城鎮發動春節攻勢，堤岸也成為了越共的作戰基地，雙方激烈的搶火、炮擊，很多街區的住宅屋一夜之間變成了瓦礫堆。麥勝梅在國立臺灣師範大學取得教育學士，1973年遠赴德國阿亨（Aachen）念書，1984年獲得阿亨工業大學社會學碩士學位，之後於吉森大學攻讀博士。在1989年論文已接近完成之際，因一場大病而放棄完成博士學位。之後於德國人民大學擔任成人教育中文講師，韋茨拉爾市立博物館講解員。2017－2022年擔任歐洲華文作家協會會長。

## 著作
- 《千山萬水話德國》，世界華文作家出版社，1999年
- 《帶你走遊德國──人文驚豔之旅》秀威出版社，2015年
- 主編《歐洲華文作家文選》
- 主編《歐洲不再是傳說》[2]
- 主編《餐桌上歐遊食光》

## 外部連結
- 麥勝梅在WorldCat聯合目錄內的著作 （页面存档备份，存于）
- （页面存档备份，存于）
- （页面存档备份，存于）